# Amsterdam (film 2022)
Amsterdam è un film del 2022 scritto e diretto da David O. Russell.

## Trama
New York, 1933. Beltram "Burt" Berendsen gestisce uno studio medico per veterani nei bassifondi della città ed è grande amico dell'afroamericano Harold Thaddeus Woodsman, che ha realizzato il suo sogno di diventare avvocato aprendo un'attività in cui lavora anche il loro amico ed ex commilitone Milton King.
Un giorno la figlia del generale William "Bill" Meekins, Elizabeth "Liz", su consiglio dell'ingerente famiglia Voze, chiede a Burt di occuparsi dell'autopsia del padre, morto in circostanze sospette il giorno dopo essere tornato dall’Europa. Così, con l'aiuto del medico legale Irma St. Clair, il medico scopre che l'ufficiale è stato lentamente avvelenato durante il viaggio ma, quando si incontra con Liz insieme a Harold per dirle quanto scoperto, il sicario Tarim Milfax uccide la ragazza spingendola sotto un camioncino e indica poi i due come responsabili del delitto.
1918. Agli sgoccioli della Grande guerra Burt viene spinto dai genitori della moglie Beatrice ad arruolarsi come ufficiale sanitario e, durante un insediamento in Francia sotto il comando del generale Meekins, fa amicizia con Harold. Feriti entrambi in battaglia, i due vengono curati da Valerie Bandenberg, un'eccentrica infermiera statunitense che fa piccole sculture con le schegge di metallo estratte dai soldati e che li porta ad Amsterdam a conoscere Paul Canterbury e Henry Norcross, rispettivamente agente dell'MI6 e della US Naval Intelligence sotto copertura. Questi promettono a Burt, che ha perso in battaglia un bulbo oculare, una fornitura a vita di occhi di vetro in cambio di un eventuale aiuto in futuro.
Burt, Harold e Valerie rimangono ad Amsterdam e stringono un patto solenne: ognuno sarà disposto ad aiutare gli altri nei momenti di difficoltà. Ben presto, però, mentre Valerie ed Harold iniziano una storia d’amore, Burt, avendo nostalgia della moglie, decide di tornare a New York dove purtroppo l’uomo, che a causa delle ferite soffre molto ed è anche costretto a portare un busto ortopedico, viene arrestato per abuso di antidolorifici. È così che Harold chiede a Valerie di far intercedere la sua influente famiglia ma lei, temendo che ciò la costringa a tornare in patria, lo lascia nella notte e lui è quindi costretto a New York; qui si ricongiunge con l'amico Burt che, nel frattempo, è stato comunque scarcerato. Non avranno, per quindici anni, notizie di Liz.
1933. Burt e Harold sono ora in piena latitanza e alla disperata ricerca di qualcuno che possa garantire per loro con i tenaci detective Lem Getwiller e Hiltz. Dato che Liz, in punto di morte, ha suggerito loro il cognome Voze, fanno visita alla villa della ricca famiglia e qui conoscono Thomas "Tom" e la sua strana moglie, Libby; ritrovano poi Valerie, che altri non è che la sorella di Tom. Si scopre così che la donna aveva davvero contattato i suoi parenti per far scarcerare Burt ma che, da allora, è sotto la costante vigilanza di Tom e Libby, secondo i quali soffre di una grave malattia ai nervi che spesso le fa perdere l'equilibrio. Era stata Valerie a suggerire a Liz di contattare Burt e Harold in modo che ciò potesse riportarli a lei.
Saputo cosa è successo a Meekins e figlia, Tom suggerisce a Burt e Harold di parlare con Gilbert Dillenbeck, un pluridecorato generale grande amico del defunto ufficiale che però odia ricevere visite. Mentre Burt tenta di contattarlo, Valerie e Harold rintracciano Tarim Milfax e realizzano che lavora in una clinica di sterilizzazione forzata degli afroamericani di proprietà di una misteriosa organizzazione filonazista, la Commissione dei Cinque.
Spaventata, Valerie porta Burt e Harold da Canterbury e Norcross, i quali spiegano che la Commissione dei Cinque ha in programma di rovesciare il governo americano e che Dillenbeck potrebbe impedirlo. I tre amici, per poterlo incontrare, vanno direttamente a casa sua e scoprono che ogni mese un uomo che lavora per la Commissione gli offre un'ingente somma di denaro affinché pronunci un discorso che convinca i veterani a rimuovere con la forza il presidente Roosevelt e a sostituirlo con lo stesso generale in qualità di dittatore-fantoccio. Meekins era quindi stato ucciso perché non aveva mai accettato di partecipare a quel piano. A questo punto Dillenbeck, su consiglio di Valerie, Burt e Harold, pur rifiutando per l'ennesima volta i soldi, finge di esser disposto a pronunciare il discorso con l'intenzione, in realtà, di svelare il complotto.
Al galà organizzato in onore dei veterani di guerra Valerie filma l'incontro tra Dillenbeck e i membri della Commissione dei Cinque, ossia Mr. Nevins della Nevins Telecommunications, Mr. Belport della Belport Chemicals International, Mr. Jeffers della Jeffers Publishing e, a sorpresa, Tom Voze, col quinto che dovrebbe essere proprio Dillenbeck. Poco dopo quest'ultimo tiene il fatidico discorso in cui rende pubblica la congiura, così Milfax tenta di sparargli ma viene fermato da Valerie e Harold. La verità dei fatti è sconvolgente: Tom, grande ammiratore di Benito Mussolini, Adolf Hitler, Hermann Göring e Martin Bormann, aveva assoldato Milfax per uccidere Bill e Liz Meekins e poi anche Dillenbeck, cospirando con i dittatori di Italia e Germania per corrompere il generale al fine di rovesciare il governo degli USA ed ergere una nuova tirannide. Negli anni ha pure finanziato le cliniche per la sterilizzazione forzata e, infine, corrotto i medici di Valerie perché la avvelenassero in quanto colpevole di amare un uomo di colore. Aveva suggerito a Burt e Harold di contattare Dillenbeck per poterlo a sua volta agganciare, presentandosi come amico di amici, e coinvolgere nel losco piano.
Tom viene arrestato ma, essendo estremamente ricco, non rimane a lungo in prigione e, appena uscito, tenta di diffamare Dillenbeck il quale, intanto, ha testimoniato davanti al Congresso degli Stati Uniti. Harold e Valerie, in modo da poter stare insieme, lasciano l'America per una destinazione ignota; Burt, capito finalmente che la moglie non lo ama, inizia una relazione con Irma.
All'inizio dei titoli di coda viene mostrato il filmato originale della testimonianza del 1934 del generale del Corpo dei Marines in pensione Smedley Butler davanti al Congresso riguardo al tentativo di corromperlo per convincere i veterani a far cadere il governo americano e rimpiazzarlo con una dittatura. Accanto alla scena, Dillenbeck legge contemporaneamente lo stesso discorso.

## Produzione
Nel gennaio 2020 la New Regency ha annunciato lo sviluppo di un film scritto e diretto da David O. Russell e interpretato da Christian Bale. A febbraio, Margot Robbie e Michael B. Jordan sono stati annunciati come protagonisti, ma quest'ultimo ha abbandonato prima dell'inizio della produzione a causa di altri impegni. Nell'ottobre dello stesso anno John David Washington è stato scelto per sostituire Jordan. I restanti membri del cast sono stati resi noti tra gennaio e giugno 2021.
Le riprese, posticipate a causa della pandemia di COVID-19, si sono svolte tra gennaio e marzo 2021 a Los Angeles, in California; inizialmente erano previste a Boston e il cambio di location dovuto all'emergenza sanitaria ha comportato un costo extra-budget di trenta milioni. Nell'aprile 2022 è stato rivelato il titolo della pellicola, inizialmente denominata Canterbury Glass.

## Promozione
Il trailer è stato diffuso online il 6 luglio 2022.

## Distribuzione
Il film è stato distribuito nelle sale cinematografiche statunitensi a partire dal 7 ottobre 2022, mentre in quelle italiane venti giorni dopo,in seguito all'anteprima italiana del 21 ottobre alla Festa del Cinema di Roma.

## Accoglienza

### Incassi
Al 17 gennaio 2023, la pellicola ha incassato 14947969 $ negli Stati Uniti e 16297841 $ nel resto del mondo, di cui 1249535 $ in Italia, per un totale di 31245810 $.
Preceduto da recensioni perlopiù tiepide, il film ha esordito negli Stati Uniti d'America incassando solo 6 444 896 dollari nel primo weekend di proiezione; alcuni analisti ipotizzano una perdita complessiva di circa cento milioni. Amsterdam si unisce ad altri film d'autore che, nel periodo post-pandemico, hanno riscontrato gravi delusioni al botteghino, come West Side Story, The Last Duel, La fiera delle illusioni - Nightmare Alley, The Northman e Babylon.

### Critica
La pellicola è stata accolta in maniera tiepida dalla critica. Sull'aggregatore Rotten Tomatoes ha il 32% delle recensioni professionali positive con un voto medio di 5,00 su 10 basato su 251 recensioni. Su Metacritic ha un punteggio di 48 su 100 basato su 51 recensioni.

## Riconoscimenti
- 2023 ― BAFTA[20]
  - Candidatura per i migliori costumi a J.R. Hawbaker e Albert Wolsky